# Verwaltungsgemeinschaft Stollberg/Niederdorf
Die Verwaltungsgemeinschaft Stollberg/Niederdorf ist eine Verwaltungsgemeinschaft im Erzgebirgskreis im Freistaat Sachsen am Übergang des Mittleren Erzgebirges zum Erzgebirgsbecken. Bis zum 1. Januar 2025 trug sie den Namen Verwaltungsgemeinschaft Stollberg/Erzgeb., wobei die Abkürzung „Erzgeb.“ für „Erzgebirge“ stand.

## Details
Die Verwaltungsgemeinschaft wird von der Kreisstadt Stollberg dominiert, die die Verwaltungsaufgaben von Niederdorf übernommen hat und liegt an der Kreuzung von B 180 und B 169. Die A 72 verläuft westlich des Gemeinschaftsgebietes und ist über die Anschlüsse Stollberg-Nord und Stollberg-West zu erreichen, die nördlich verlaufende A 4 über den Anschluss Hohenstein-Ernstthal. Das Gemeinschaftsgebiet liegt ca. 20 km östlich von Zwickau und ca. 20 km westlich von Chemnitz und wird von der Bahnstrecke Chemnitz-Stollberg durchquert.

## Die Gemeinden mit ihren Ortsteilen
- Stollberg/Erzgeb. mit den Ortsteilen Beutha, Gablenz, Hoheneck, Oberdorf, Mitteldorf, Raum  und Stollberg (Stadt)
- Niederdorf